# جيريمي هوكينز
جيريمي هوكينز (بالإنجليزية: Jeremy Hawkins)‏ هو لاعب دوري الرغبي نيوزلندي، ولد في 15 مايو 1993 في ويلينغتون في نيوزيلندا.